# 谷口午二

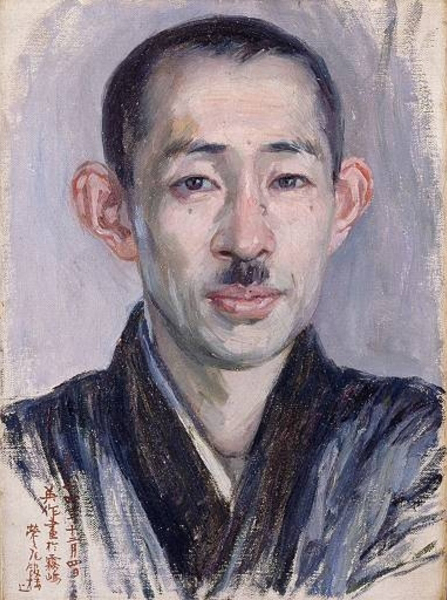
谷口午二像 和田英作筆 大正十四年（1925年）（鹿児島市立美術館）

谷口 午二（たにぐち ごじ、1894年2月8日 - 1987年1月13日）は、日本の洋画家。戦前に金羊会を主宰して南國美術展を創設し、戦後は鹿児島市立美術館初代館長や顧問として鹿児島県の洋画振興に尽力した。代表的な作品として「自画像」と「琉球風景」が挙げられる。

## 人物
鹿児島県鹿児島市山之口町出身。旧姓・益山。生年月日（1894年2月8日）が午の年午の日であるのにちなみ午二と名づけられる。鹿児島県立第二鹿児島中学校 (旧制)（鹿児島二中）で大牟礼南島に学び、学外の山下兼秀からも指導をうける。1913年に上京して黒田清輝の葵橋洋画研究所でデッサンを修練し、貴族院議員千頭清臣（元鹿児島県知事）の書生をしながら東京美術学校西洋画科に入学。2年次には和田英作、3年次は藤島武二、4年次は黒田清輝から指導を受け、1918年卒業。在学中、橋口五葉のアトリエに通って錦絵再版を手伝う。また卒業期には和田英作と奈良にいた新納忠之介について古寺巡礼をした。郷里の家族から彼らの面倒をみるため帰郷するように迫られて1919年に鹿児島に戻り、1920年から鹿児島県立第一高等女学校の教員となり1932年の再上京まで勤める。樋之口町 (鹿児島市)にアトリエを開き、そこが鹿児島におけるサロンのようになり、1923年に金羊会（後述）を結成し、南國美術展も創設。戦前の鹿児島県洋画壇の黄金時代を築いた。
1932年に親友安藤照のすすめで再度上京し、早稲田大学、東京農業大学、日本大学芸術学園などで絵を教えた。また、1934年から1964年まで光風会展出品。
戦後は早稲田工業高等学校などで美術講師を務めていたが、1954年、鹿児島市立美術館初代館長に就任して帰郷。1962年南日本文化賞受賞。1965年鹿児島市立美術館顧問に就任。1968年勲五等双光旭日章、県民表彰。1987年1月13日逝去。

## 交友関係
鹿児島二中の同窓である彫刻家安藤照やオペラダンサー高田雅夫が友人として知られている。戦前、安藤とともに鹿児島県出身の山本実彦改造社社長を動かして、鹿児島に黒田清輝記念館を建設しようとしており、このときは実現しなかったが、戦後の鹿児島市立美術館建設の動機につながった。また、鹿児島県出身のオペラ歌手松山芳乃里の世話を焼いた。

## 金羊会
谷口午二が主宰した、鹿児島県で初の本格的な洋画団体である（なお、確認しうる鹿児島最古の洋画団体は、午二の師・大牟礼南島が主宰した青蛙会）。
若手画家の小倉静三と大嵩双山が山形屋の宣伝課長で画家の山下兼秀のすすめで谷口午二のアトリエを訪ねたことに端を発し、1923年にこの4人の発起で金羊会が結成された。けいこの日が金曜日の夜であったことと、双山の発案で大きな羊は美しいという故事（漢字の「美」のなりたち）にちなんで、金羊会と名づけられた。